# Riksväg 29
Der Riksväg 29 ist eine schwedische Fernverkehrsstraße. Die Straße verläuft auf einer Länge von 36 km durch Blekinge und das südliche Småland. Zusammen mit dem Riksväg 27 bildet sie die Verbindung von Växjö nach Karlshamn.

## Verlauf
Die Straße beginnt im Süden in Karlshamn am Europaväg 22 und verläuft nach Norden durch Karlshamns kommun und weiter durch Tingsryd kommun, bis sie rund 8 km südlich von Tingsryd auf den von Ronneby kommenden Riksväg 27 trifft.

## Geschichte
Die Straße trägt die Bezeichnung Riksväg 29 seit 1962.